# Franz Xaver Rötzer
Franz Xaver Rötzer (* 1896; † unbekannt) war ein deutscher Lehrer.

## Werdegang
Rötzer war zunächst Lehrer am Königlichen Zentral-Taubstummen-Institut in München und anschließend Direktor der Kreistaubstummenanstalt Regensburg. Im Jahr 1936 wurde er in den Ruhestand versetzt. In den folgenden 20 Jahren stellte er sich ehrenamtlich als Bezirkspfleger des Bayerischen Landesverbandes für die Wohlfahrt Gehör- und Sprachgeschädigter zur Verfügung. Im Jahr 1957 legte er aus gesundheitlichen Gründen seine Tätigkeit nieder.
Rötzer war Pionier der Sprachkrankenbetreuung in Deutschland. Seine Arbeiten über Hirnverletzte und seine Sprachübungen für Aphasiefälle galten als bahnbrechend. Er baute die Substitutionsübungen zur raschen Deutung der Mundbildzeichen zu einer eigenen Methode aus. Mit seinem Übungsbuch für Lehrer und Schüler wies er dem Absehunterricht neue Wege.

## Ehrungen
- 1958: Verdienstkreuz am Bande der Bundesrepublik Deutschland

## Werke
- Übungsbuch für Schwerhörige und Ertaubte: das Ablesen vom Munde. München, Berlin 1908